# Le Chefresne
Le Chefresne è un comune francese di 312 abitanti situato nel dipartimento della Manica nella regione della Normandia.

## Società

### Evoluzione demografica
Abitanti censiti